# Епископ шабачки Јеротеј
Јеротеј (световно Никола Петровић; Сремска Митровица, 15. август 1971) је епископ шабачки.

## Биографија
Основну школу завршио је Мачванској Митровици, а гимназију у Сремској Митровици. По завршетку гимназије, 1990. године, Електротехнички факултет у Београду. Завршио је Вишу Електротехничку школу у Београду 1997. године. Након одслужења војног рока, приступио је 1998. године братству Манастира Ковиљ. Наредне 1999. године, као послушник Манастира Светих архангела (Призрен), уписао се на Богословски факултет Српске православне цркве. За време студија  примио је монашки постриг, 21. новембара 2003. године, од стране Преосвећеног Епископа бачког г. Иринеја Буловића, добивши монашко име Јеротеј. Дипломирао је на Богословском факултету Српске православне цркве 2009. године.
Завршивши студије на Богословском факултету, са благословом Епископа бачког г. Иринеја, одлази у Атину на учење грчког језика и музичко усавршавање. У Атини је две године изучавао црквену музику и 2011. стекао диплому Црквеног појца на Атинском конзерваторијуму у класи професора Ликурга Ангелопулоса Архон Протопсалта Велике Цркве у Константинопољу. Диплому Учитеља црквене музике стекао је 2011. у Школи црквене музике Атинске Архиепископије при храму Животворни Источник у Атини у класи професора Константина Ангелидиса. Исте године уписао се на последипломске студије из црквене музике код професора др Георгија Константинуа у Школи византијске музике Свештене Митрополије Никеје у Атини, које је успешно окончао 2013. године. Истовремено са последипломским студијама из црквене музике уписао се 2011. године на докторске студије Богословског факултета Српске православне цркве.
У чин јерођакона рукоположио га је Епископ јегарски г. Порфирије Перић (садашњи Патријарх српски) 29. јуна 2014, а у чин јеромонаха Епископ бачки г. Иринеј Буловић 9. децембара 2018. године, оба у Манастиру Ковиљ. Од 2011. године, са благословом Епископа бачког г. Иринеја, покренуо је школу црквеног појања Свети Јован Дамаскин при Црквеној општини новосадској, у којој је предавао предмете Црквено појање и Историја црквене музике по узору на сличне школе у Грчкој.
Свети архијерејски сабор Српске православне цркве га је на свом редовном мајском заседању 29. маја 2021. године изабрао за викарног епископа топличког.
Током свете Литургије  21. јуна 2021. године, на Духовски понедељак, у руској цркви Свете Тројице на Ташмајдану, Подворју Руске православне цркве у Београду, Његова Светост Патријарх српски г. Порфирије је чином архимандрита одликовао сабрата Светоархангелског општежића у Ковиљу јеромонаха Јеротеја (Петровића), изабраног викарног Епископа топличког.
Хиротонисан је у недељу 4. јула 2021. у Храму Светог Саве у Београду.
Свети архијерејски сабор Српске православне цркве га је на свом редовном мајском заседању 21. маја 2022. године изабрао за епископа шабачкога. Устоличење је извршено 18. септембра 2022.